# Йеллоустон (телесериал)
Йеллоустон (англ. Yellowstone) — американский телесериал в жанрах драмы и современного вестерна, написанный сценаристами Тейлором Шериданом и Джоном Линсоном. Премьера состоялась 20 июня 2018 года на телеканале Paramount Network. В центре сюжета жизнь семьи Даттонов на ранчо в Монтане (США), между национальным парком Йеллоустон и вымышленной индейской резервацией Брокен-Рок.
19 июня 2019 года на Paramount Network вышел второй сезон, 21 июня 2020 года третий, 7 ноября 2021 года четвёртый, 13 ноября 2022 года — пятый. Параллельно были созданы приквелы — сериалы «1883» и «1923» (вышли на экраны в декабре 2021 и декабре 2022 года соответственно).

## Сюжет
Телевизионный сериал «Йеллоустон» рассказывает историю семьи Даттонов, которые владеют одним из самых больших ранчо в США. Однако на эту территорию одновременно претендуют те, кто граничит с ней, — крупные застройщики, соседние города, а также живущее в расположенной по соседству индейской резервации племя Брокен-Рок, вождь которой считает Йеллоустон «своей землёй».
В этой части Америки — в штате Монтана, далёком от центральных районов и пристального внимания средств массовой информации — насилие считается нормой. Здесь, где захват и продажа земли приносит миллиарды, а политики покупают и продают крупнейшие на западе нефтяные месторождения, глава семьи Даттонов пытается сохранить всеми способами территорию своего ранчо.
«С 1886-го Даттонов всегда хоронили там, в трёхстах метрах от моего заднего крыльца. От моего прапрадеда, до моей жены и старшего сына.
Когда на ранчо вырастает дерево, я знаю, что его питает. И это — для нас лучший выход. Ведь мы живём не ради сегодня.
Ранчо — единственный бизнес, где цель — избежать убытков, пережить ещё сезон. Дотянуть, пока дети смогут подхватить твоё дело. И надеяться, что эта земля останется у них, когда дерево вырастет из тебя».

Джон Даттон

## Актёры и персонажи

### Основной состав
- Кевин Костнер — Джон Даттон, глава семьи Даттонов.
- Люк Граймс — Кейси Даттон, бывший морской котик США и один из сыновей Джона и Эвелин Даттонов.
- Келли Райлли — Бет Даттон, финансист и единственная дочь Джона и Эвелин Даттонов.
- Уэс Бентли — Джейми Даттон, адвокат, начинающий политик, приемный сын Джона и Эвелин Даттон.
- Коул Хаузер — Рип Уиллер, управляющий ранчо в Йеллоустоне, правая рука Джона Даттона.
- Келси Чоу — Моника Даттон, жена Кейси Даттона, учитель в школе в резервации.
- Брекен Меррилл — Тейт Даттон, сын Кейси и Моники и единственный внук Джона.
- Джефферсон Уайт — Джимми Хердстром, работник ранчо в Йеллоустоне, бывший мелкий преступник.
- Дэниел Хьюстон — Дэн Дженкинс, миллионер и крупный застройщик, которому принадлежат соседние с Йеллоустоном территории.
- Гил Бирмингем — Томас Рейнуотер, глава соседней индейской резервации.

### Второстепенный состав
- Джош Лукас изображает молодого Джона Даттона.
- Рис Альтерман изображает Кейси Даттона в детстве.
- Кайли Роджерс играет Бет Даттон в детстве.
- Далтон Бейкер изображает Джейми Даттона в детстве.
- Ред Сильверстейн изображает молодого Рипа Уиллера.
- Мо Брингс Пленти — Мо, водитель и телохранитель Томаса Рейнуотера.
- Иэн Боэн — Райан, ковбой на ранчо Даттонов.
- Деним Ричардс — Колби, ковбой на ранчо.
- Форри Дж. Смит — Ллойд, старший ковбой на ранчо. Форрест Смит изображает молодого Ллойда.
- Венди Мониз — Линнел Перри, губернатор штата Монтана, любовница Джона Даттона.
- Аттикус Тодд — Бен Уотерс, шериф в резервации.
- Тимоти Кархарт — генеральный прокурор Стюарт.
- Руди Рамос — Феликс Лонг, дед Моники и Роберта.
- Джералд Токала — Клиффорд Сэм, сосед Кейси в резервации.
- Микаэла Конлин — Сара Нгуен, журналист.
- Райан Бингем — Уокер, новый ковбой на ранчо
- Люк Пекинпа — Фред Мейерс, подёнщик на ранчо.
- Бак Тейлор — Эммет Уолш, один из руководителей ассоциации скотоводов.
- Фредрик Лене — Карл Рейнольдс, друг Джона.
- Савона Спарклин — Алиса Валь, учительница в резервации, подруга Моники.
- Роберт Мирабаль — Литтлфилд, директор школы в резервации.
- Хезер Хемменс — Мелоди Прескот, юрист Дженкинса.
- Кэтрин Каннингем — Кристина, новая помощница Джейми Даттона.
- Джон Эйлуорд — Отец Боб, настоятель местной церкви.
- Билл Тангради — Алан Кин, партнёр по бизнесу Дэна Дженкинса.
- Майкл Нури — Боб Шварц, владелец «Scwartz&Meyer», начальник Бет Даттон.
- Гретчен Мол — Эвелин Даттон, жена Джона Даттона.
- Бэррет Сватек — Виктория Дженкинс, жена Дэна Дженкинса.
- Хью Диллон — шериф Донни Хаскелл.
- Дэвид Браун — Джейсон, помощник Бет Даттон.
- Нил Макдонаф — Мальком Бек, крупный бизнесмен Монтаны.
- Терри Серпико — Тил Бек, брат Малькома.
- Джеймс Джордан — Стив Хендон, агент ассоциации скотоводов Монтаны.
- Келли Рорбах — Кэссиди Рид, претендент на пост генерального прокурора Монтаны, заместитель генерального прокурора США.
- Мартин Сенсмейер — Мартин, физиотерапевт в больнице.
- К'Орианка Килчер — Анджела Блю Тандер, юрист вождя Рейнуотера.
- Джош Холлоуэй — Рорк Картер, глава хедж-фонда.
- Джон Эммет Трэйси — Эллис Стил, юрист корпорации «Market Equities».
- Карен Питтман — Уилла Хейз, генеральный директор «Market Equities».
- Бутс Сазерленд — Уэйд Морроу, бывший ковбой Джона Даттона.
- Брент Уокер — Клинт Морроу, сын Уэйда.
- Иден Бролин — Миа, девушка Джимми, бочковая гонщица.
- Хэсси Харрисон — Ларами, подруга Мии, бочковая гонщица.
- Финн Литтл — Картер, мальчик, работающий на ранчо.
- Бруно Амато — Террелл Риггинс, бывший сокамерник Гарретта Рендала.
- Кэтрин Келли — Эмили, ветеринар на ранчо 6666, новая девушка Джимми.

### Приглашённые актёры
- Дейв Эннабл — Ли Даттон, старший сын Джона Даттона.
- Джиллиан Хеннесси — сенатор Хантингтон.
- Джереми Битсуи — Роберт Лонг, брат Моники Даттон.
- Джино Седжерс — Дэнни Трюдо, житель резервации.
- Тейлор Шеридан — Трэвис Уитли, продавец лошадей.
- Тинсел Кори — Эмили Сессион, помощница вождя Томаса Рейнуотера.
- Майк Файола — доктор Филдинг, врач-онколог.
- Брайан Унгер — доктор Стаффорд, врач-терапевт.
- Таная Битти — Эйвери, бывшая стриптизёрша, новая работница на ранчо.
- Джеймс Пикенс младший — старый ковбой.
- Стэнли Петернел — Дирк Хердстром, дед Джимми, друг Джона Даттона.
- Дэбни Коулмен — Джон Даттон-старший, отец Джона.
- Уилл Паттон — Гарретт Рендал, настоящий отец Джейми.
- Джеки Уивер — Кэролайн Уорнер, председатель совета директоров корпорации «Market Equities».
- Пайпер Перабо — Саммер Хиггинс, активистка организации по защите животных.
- Барри Корбин — Росс, старый ковбой на ранчо 6666.
- Тим Макгро — Джеймс Диллард Даттон, прадед Джона Даттона, основатель ранчо «Йеллоустоун».
- Фейт Хилл — Маргарет Даттон, жена Джеймса Даттона, прабабушка Джона Даттона.

## Эпизоды
| Сезон | Серии | Серии | Даты показа    | Даты показа     |
| Сезон | Серии | Серии | Первая серия   | Последняя серия |
| ----- | ----- | ----- | -------------- | --------------- |
| 1     | 9     | 9     | 20 июня 2018   | 22 августа 2018 |
| 2     | 10    | 10    | 19 июня 2019   | 28 августа 2019 |
| 3     | 10    | 10    | 21 июня 2020   | 23 августа 2020 |
| 4     | 10    | 10    | 7 ноября 2021  | 2 января 2022   |
| 5     | 14    | 8     | 13 ноября 2022 | 1 января 2023   |
| 5     | 14    | 6     | 10 ноября 2024 | 15 декабря 2024 |

## Создание
В 2013 году Тейлор Шеридан, который незадолго до того решил приостановить неудавшуюся актёрскую карьеру и занялся написанием сценариев, начал работу над новым пилотом. Долгое время живя в сельских районах США, таких как Техас и Вайоминг, и зная местные легенды, Шеридан специально выбрал местом действия сериала штат Монтана, а главным местом действия стало огромное ранчо.
Шеридан предлагал свой проект кабельному телеканалу HBO, но тот отклонил его из-за не соответствовавшего его концепции престижа актёрскому составу.
3 мая 2017 года было объявлено, что кабельный телеканал Paramount Network запустила пилот по сценарию Шеридана под названием «Йеллоустон». После предпоказов Paramount заказал первый сезон, который должен был состоять из девяти эпизодов. Все серии написал и срежиссировал Шеридан. Исполнительными продюсерами сериала должны были стать Джон Линсон, Арт Линсон, а также Харви Вайнштейн и Дэвид Глассер. Производством занялись компании Linson Entertainment и The Weinstein Company.
Однако уже 12 октября 2017 года было объявлено, что после обвинений в сексуальном насилии против продюсера Харви Вайнштейна его имя будет удалено из титров сериала, как и всей компании и The Weinstein Company. 15 января 2018 года Кевин Кей, президент Paramount Network, пояснил, что в Йеллоустон не будет титров с фамилией Вайнштейна и логотипа компании Weinstein, даже несмотря на то что компания участвовала в производстве сериала. Кроме того, он заявил, что их намерение состоит в том, чтобы заменить Weinstein Television новым партнёром компании в титрах, когда монтаж сериала будет окончен. В тот же день было объявлено, что премьера сериала состоится 20 июня 2018 года.
24 июля 2018 года, после успеха сериала, Paramount Network объявила о его продлении на второй сезон, премьера состоялась 19 июня 2019 году. В тот же день было объявлено о продлении сериала на третий сезон.. В феврале 2020 года компания Paramount Network объявила о продлении сериала на четвёртый сезон.
15 мая 2017 года было объявлено, что Кевин Костнер сыграет главную роль в сериале. К концу июля был сформирован основной актёрский состав, в который вошли Келли Райлли, Уэс Бентли, Коул Хаузер, Келси Чоу, Дэниел Хьюстон, Гил Бирмингем. Съёмки сериала стартовали в августе 2017 года на крупном ранчо в Дарби, штат Монтана (Chief Joseph Ranch). Именно здесь по сюжету находится дом Джона Даттона. Съёмки также проходили на территории всей Юты. В постановке использовались три павильона на киностудии Юты, общая площадь которых составляет 4 квадратных километра. Кроме того, съёмки также проходили в разных местах Монтаны. Производство, как сообщается, продлилось до конца декабря 2017 года.
Музыка
Основная тема сериала была написана Брайаном Тайлером, который работал с музыкантами из Лондонского филармонического оркестра. 17 августа 2018 года Sony Music выпустила саундтрек к первому сезону.

## Релиз
28 февраля 2018 года вышел тизер-трейлер сериала 26 апреля 2018 года был выпущен первый полный трейлер.
В начале февраля 2019 года вышел трейлер второго сезона, в апреле 2020 года — трейлер третьего сезона.
Премьера сериала состоялась 20 июня на телеканале Paramount Network. 25 июня 2018 года пилот сериала показали на ежегодном международном телевизионном фестивале Seriesfest, который проходит в Денвере, штат Колорадо.
В 2019 году права на показ сериала в интернете были проданы стриминг-платформе Peacock, после запуска Paramount+ сериал стал транслироваться там.
Первый сезон вышел в США на Blu-ray и DVD 4 декабря 2018 года, второй — в декабре 2019 года. Третий сезон вышел на DVD и Blu-ray 29 ноября 2020 года.

## Спин-оффы
19 декабря 2021 года на стриминговой платформе Paramount + вышел приквел под названием «1883» с Сэмом Эллиоттом, Тимом Макгроу и Фейт Хилл в главных ролях. 18 декабря 2022 года там же вышел приквел «1923». 
Действие другого запланированного спин-оффа под названием «6666» будет происходить в наши дни на одноимённом реальном ранчо в Техасе.
Интересно, что в мае 2021 года ранчо было выкуплено группой инвесторов в которую входил и сценарист Тейлор Шеридан.

## Приём

### Критика
Первый сезон сериала получил неоднозначные отзывы у критиков после его премьеры. На Rotten Tomatoes первый сезон получил рейтинг одобрения 50 %, при этом средний рейтинг составил 5,8 из 10 на основании 44 отзывов. Критики отмечают отличную игру Кевина Костнера и интересную историю, но при этом считают повествование слишком быстрым. На Metacritic стоит оценка первого сезона в 54 из 100 баллов, основываясь на 28 критических статей что указывает на «смешанные или средние оценки».
Второй сезон получил благоприятные отзывы; критики выделяют динамичный сюжет, даже несмотря на разочаровывающую концовку. Также выделяется игра Кевина Костнера и Келли Райлли, которые «заслуживают номинации за второй сезон». На Rotten Tomatoes второй сезон получил 100 % одобрения на основании 7 рецензий, при этом рейтинг одобрение 90 %.
Третий сезон получил положительные отзывы от критиков. Сериал на протяжении всего сезона мягко подводил к «фантастическому финалу, который приведёт 4-й сезон к новым рекордам». Критики выделяют динамичный сюжет второй половины сезона, отличный финал и хорошо прописанных новых героев. На Rotten Tomatoes третий сезон получил 100 % одобрения на основании 6 рецензий, при этом рейтинг одобрения зрителей составил 86 %.

### Рейтинги
Двухчасовая премьера сериала «Йеллоустон» собрала в среднем 2,8 миллиона зрителей в прямом эфире, став самым популярным оригинальным сериалом в истории Paramount Network (или его предшественника Spike). Аудитория премьеры увеличивается почти до 4 миллионов, учитывая два повторных показа в последующие дни. В среднем первый сезон посмотрели в премьерный день — 2,1 млн телезрителей; общее количество — 4,2 млн. Сериал показал рост зрительского интереса на протяжении сезона и стал одним из самых популярных шоу на канале Paramount Network за всю историю.
Второй сезон стал самым популярным на телеканале Paramount Network; рейтинги не падали меньше двух млн на протяжении всего сезона. Серия Behind Us Only Grey собрала почти 6 млн телезрителей за неделю — став самым популярным эпизодом сериала. Несмотря на слабый доступ телесети Paramount, «Йеллоустоун» завоевал прочные позиции на рынках среднего уровня на Юге и Юго-Западе. Для большего успех проекта глава Paramount Network Крис Маккарти сократил несколько других сценарных постановок сети, чтобы сосредоточиться на «Йеллоустоуне», а в июне 2020 г. перенёс дату выхода шоу в эфир со среды на воскресенье с расчётом увеличить аудиторию за счёт показов игр НФЛ, одновременно транслируя новые эпизоды «Йеллоустоуна» на четырёх каналах — Paramount, Pop, TV Land и CMT.
Третий сезон стал самым популярным в истории канала; получив в среднем прирост аудитории на 20 %, проект получил рекордные рейтинги в 2021 году. Премьеру сериала наблюдало более 4,2 млн человек, что сделало его самым рейтинговым шоу месяца на кабельном телевидении. Шоу на протяжении всего третьего сезона демонстрировала стабильные рейтинги, которые делали каждый эпизод самым популярным на кабельном телевидении. Финал сезона стал самым просматриваемым эпизодом года на всём кабельном телевидении в США. Получив рейтинг в 5,2 млн зрителей, финальный эпизод стал самым популярным за всю историю канала; за неделю эпизод посмотрело более 9 млн человек, став самым популярным эпизодом сериала на кабельном за последние 6 лет.
К четвёртому сезону популярность сериала резко возросла за пределами основных медиарынков США, на которые приходится 28 % зрителей четвёртого сезона. Премьера сезона в ноябре 2021 года, привлекла 14,7 миллиона зрителей без учёта сервисов потоковой передачи и особенно хорошо зарекомендовала себя в небольших городах.
К 2024 г. вместе с Когда зовёт сердце и Дорогой Домой был единственным кабельным сериалом, имевшим среднюю аудиторию более или в районе 2 млн чел.